# Erich Lassota von Steblau
Erich Lassota von Steblau (* um 1550 in Oberschlesien; † 1616 in Kaschau) war ein deutscher Offizier und Diplomat und Mustermeister Oberungarns.

## Leben
Erich Lassota von Steblau wurde vermutlich in den 1550er Jahren in Bleischwitz bei Leobschütz oder Blaschewitz geboren. Er entstammte einem alten schlesischen Adelsgeschlecht und war römisch-katholisch. Er besuchte 1567 das Gymnasium in Görlitz und studierte später an der Universität Leipzig und von 1573 bis 1576 an der Universität Padua. Nach seiner Rückkehr aus Italien im Jahr 1576 lebte er auf dem väterlichen Gut. Er nahm an den Kämpfen Philipps des II. von Spanien um die Eroberung Portugals teil und hielt sich 1585 am Hofe des Kaisers Rudolf II. auf. 1588 folgte er dem in polnische Gefangenschaft geratenen Erzherzog Maximilian von Österreich. 1590 wurde er, auf einer diplomatischen Mission nach Russland, von den Schweden abgefangen und bis 1593 in Gefangenschaft gehalten. Im Januar 1594 wurde er von Kaiser Rudolf II. zu den Saporoger Kosaken entsandt, um ein mögliches Militärbündnis gegen das osmanische Reich zu verhandeln. Auf seinem Weg hielt er in Kyjiv und notierte in seinem Tagebuch seine Eindrücke der Stadt und einiger sakraler Bauwerke. Die Verhandlungen mit den Kosaken scheiterten letztlich jedoch an der Finanzierung und einer Revolte des Fürstentums Walachei gegen die osmanische Herrschaft, welche den Nutzen eines möglichen kosakischen Bündnisses für die Habsburger minderte. 1595 ernannte ihn der Kaiser für seine vielfachen Dienste zum Mustermeister von Oberungarn mit Wohnsitz in Kaschau. Das Amt hatte er mindestens bis 1604 inne. Dort verstarb er 1616.

## Werke
- Tagebuch des Erich Lassota von Steblau